# Markéta Bednářová
Markéta Bednářová (nascida: Mokrosova: 17 de abril de 1981) é uma basquetebolista profissional checa.

## Carreira
Markéta Bednářová integrou a Seleção Checa de Basquetebol Feminino, em Pequim 2008, que terminou na sétima colocação.